# Aleksandr Semënovič Vasil'čikov
Aleksandr Semënovič Vasil'čikov (in russo Александр Семёнович Васильчиков?; Mosca, 1744 – Mosca, 1813) fu uno dei favoriti dell'imperatrice Caterina II dal 1772 al 1774.

## Biografia
Vasil'čikov era figlio del nobile colonnello Semën Grigor'evič Vasil'čikov e di sua moglie, Maria Bogdanovna Žadovskaja. Seguendo le orme del padre, entrò nella carriera militare e divenne cornetta nel reggimento della guardia imperiale dal 19 aprile 1765. Durante il suo lavoro venne notato da Caterina II di Russia e venne da lei nominato suo gentiluomo di camera il 1 agosto 1772. Quando l'allora amante di Caterina, Grigorij Grigor'evič Orlov lasciò la corte, la zarina venne informata del suo adulterio e, il 12 agosto, Vasil'čikov venne nominato ufficialmente aiutante di campo dell'imperatrice e divenne suo amante.
La relazione ebbe ad ogni modo breve durata. Caterina trovò la gentilezza di Vasil'čikov estremamente noiosa, riportando nel suo diario "La sua tenerezza mi fa piangere." Dopo due anni, mentre Vasil'čikov si trovava lontano in missione per conto dell'imperatrice, Grigorij Aleksandrovič Potëmkin lo rimpiazzò come amante della zarina. Caterina II scrisse ad un amico, il barone Friedrich Melchior von Grimm del "licenziamento" di Vasil'čikov: "Perché mi riprendete per aver licenziato quel borghese così noioso a favore di uno degli uomini più grandiosi, comici e divertenti di questo secolo di ferro?"
Vasil'čikov si lamentò in seguito nelle sue memorie di essere stato solo un gigolò: "Non ero nulla di più per lei che una specie di cocotte al maschile e venivo trattato come tale. Se facevo una richiesta per me o per qualcun altro non rispondeva, ma il giorno successivo mi ritrovavo in tasca una banconota con migliaia di rubli. Non accondiscese mai a parlare con me di nulla che potesse toccarmi il cuore."
Vasil'čikov venne ricompensato ad ogni modo generosamente per il suo "servizio" con una pensione di 20.000 rubli all'anno e diverse proprietà. Visse il resto della sua vita a Mosca e non si sposò mai. Radunò una collezione notevole di pitture e sculture dell'Europa occidentale: tra i suoi possedimenti si contavano anche L'"Autoritratto" di Diego Velázquez e opere di Philips Wouwerman ed Andries Botha.